# Псалом 37

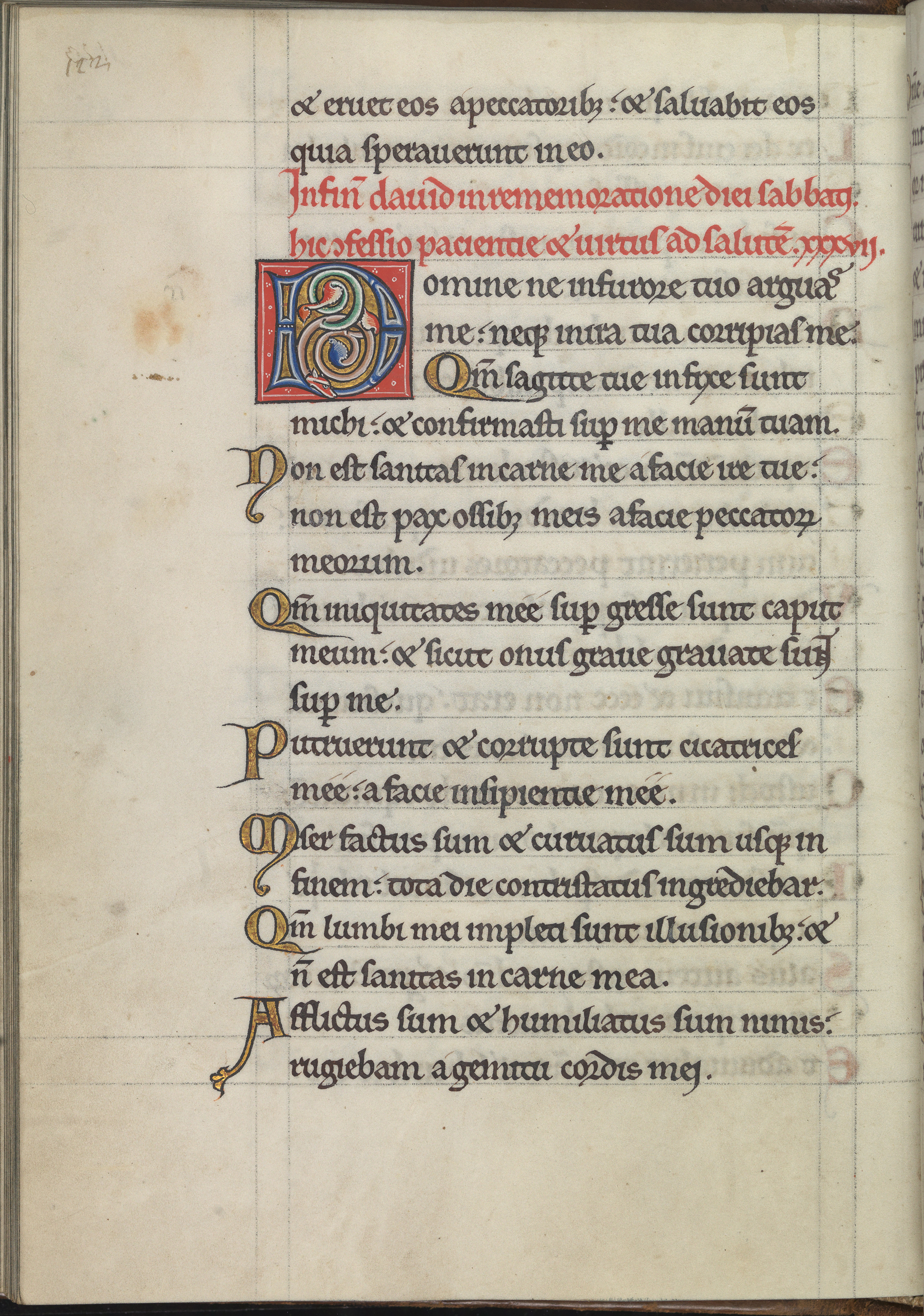
37-й псалом на листе из Псалтири Алиеоноры Аквитанской

Три́дцать седьмо́й псало́м — покаянный псалом, 37-й псалом из Псалтыри (в масоретской нумерации — 38-й). Известен по латинскому инципиту Domine ne in furore tuo arguas me, «Господи да не яростiю Твоею обличиши мене». В еврейском тексте и синодальном переводе Библии имеет надписание «псалом Давида. В воспоминание» (מִזְמוֹר לְדָוִד לְהַזְכִּיר‬), в Септуагинте и церковнославянском тексте — «псалом Давиду, в воспоминание о субботе» (Ψαλμὸς τῷ Δαυΐδ· εἰς ἀνάμνησιν περὶ τοῦ σαββάτου). Этот псалом представляет собой молитву страждущего и кающегося грешника. Все толкователи сходятся в том, что псалом этот составлен Давидом в один из критических моментов его жизни, либо во время, когда его преследовал царь Саул, либо во время болезни, постигшей Давида после его греха с Вирсавией, либо же во время мятежа Авессалома.
Слова «о субботе», присутствующие в Септуагинте, вероятно, прибавлены для того, чтобы яснее было для читателя всё содержание псалма, который, как один из «покаянных» псалмов, составлен Давидом в воспоминание субботы, то есть, покоя, которым обладал он в состоянии невинности и которого лишился через грехопадение.

## Богослужебное использование
Православие
37-й псалом является составной частью шестопсалмия и поют также во время Великого поста, в Богоявление на вечерне, в Благовещение на утрени, во время губительного поветрия и смертоносныя заразы. Отдельные стихи псалма поют по разным случаям.
37:2, 4 поют в молебне о болеющем.
Иудаизм
Отдельные стихи 37-го псалма поют в Слихот.
Католицизм
По уставу святого Бенедикта, 37-й псалом пели на утрени в понедельник.